# Кондратенко, Николай Андреевич
Николай Андреевич Кондратенко (28 марта 1989, Алзамай, Иркутская область, СССР — 31 марта 2023, Украина) — российский военнослужащий, гвардии прапорщик. Кандидат в мастера спорта по велосипедным гонкам. Герой Российской Федерации (посмертно, 2023).

## Биография
Родился 28 марта 1989 года в городе Алзамай Нижнеудинского района Иркутской области.
Учился в школе № 10 города Усолье-Сибирское Иркутской области. Поступил в Иркутский авиационный техникум, где прошёл обучение по специальности «производство летательных аппаратов», после чего работал на Иркутском авиационном заводе.
После прохождения срочной службы в войсках противовоздушной обороны, принял решение перейти на контракт и начал служить в 24-й отдельной гвардейской ордена Жукова бригаде специального назначения.
Кондратенко окончил школу прапорщиков. За десять лет прошёл путь до заместителя командира группы специального назначения. Являлся ветераном боевых действий, побывал в Северо-Кавказском регионе, а также в Сирии.
С 24 февраля 2022 года в составе своего подразделения принимал участие во вторжении России на Украину. Неоднократно был ранен в поле боя, но каждый раз возвращался после излечения обратно на фронт.
Погиб 31 марта 2023 года от взрыва мины, сброшенной в российский блиндаж из украинского квадрокоптера. Похоронен в Новосибирске 13 апреля 2023 года.

## Звания и награды
- Герой Российской Федерации (Указом Президента Российской Федерации («закрытым») от 8 июля 2023 года за мужество и героизм, проявленные при исполнении воинского долга, гвардии прапорщику Кондратенко Николаю Андреевичу присвоено звание Героя Российской Федерации (посмертно)
- Медаль «Золотая Звезда» была передана семье Героя 20 июля 2023 года в Новосибирске губернатором Новосибирской области А. А. Травниковым
- Орден Мужества
- Медаль Суворова
- Медаль Жукова